# Georg Friedrich Brandes

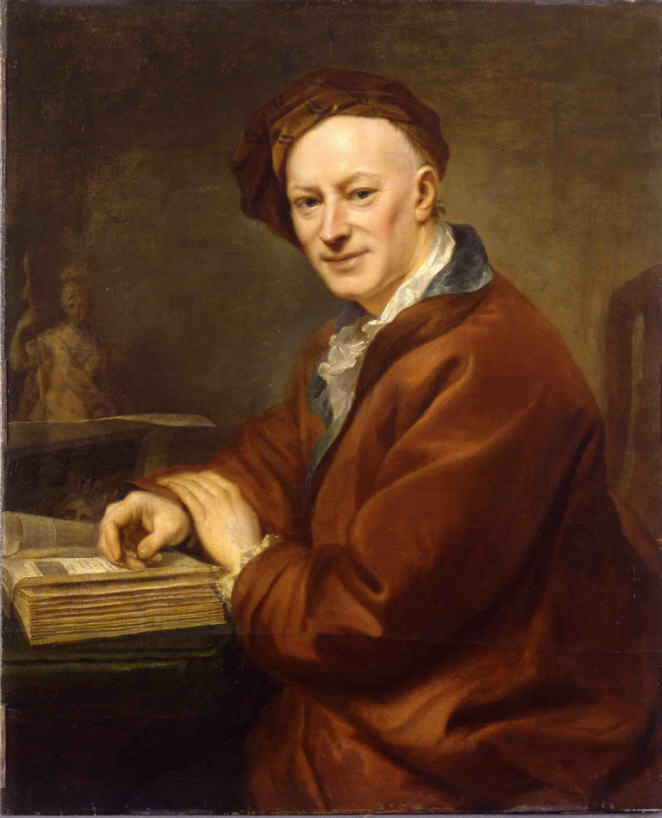
Georg Friedrich Brandes, Porträt von Johann Georg Ziesenis d. J.

Georg Friedrich Brandes (getauft 12. Dezember 1719 in Celle; † 6. September 1791 in Hannover) war ein deutscher Jurist, Universitätsreferent der Hannoverschen Regierung und Bücher- und Kunstsammler.

## Leben und Wirken
Brandes war der Sohn des Georg Friedrich Brandes (1688–1778), königlich und kurfürstlicher Rat und Hofgerichts-Sekretär in Celle. Er studierte Rechtswissenschaften an den Universitäten Göttingen und Leiden. Ab 1740 war er Hofmeister bei der Familie von Steinberg und durchreiste mit Georg Friedrich von Steinberg auf einer Grand Tour Holland, England und Deutschland. Nach seiner Rückkehr 1746 wurde er als Sekretär bei der kurfürstlichen geheimen Kanzlei in Hannover angestellt, wo er als Fachbereich die Aufsicht über die sogenannte Kloster- und Lüneburgische Salinen-Expedition erhielt. Nach mehreren diplomatischen Sendungen an verschiedene deutsche Höfe wurde ihm 1770 auf Vorschlag Kurators der Universität Göttingen Gerlach Adolph von Münchhausen kurz vor dessen Tod das Referat für Angelegenheiten der Universität Göttingen in der Regierung übertragen. Durch einsichtsvollen Rat hatte Brandes bis zu seinem Tod unter sechs nacheinander folgenden Kuratoren Anteil an dem Wachstum der Universität. Sein langjähriger Freund und Schwiegersohn (seit 1777) Christian Gottlob Heyne war dabei sein engster Vertrauter auf Seiten der Professorenschaft.
Brandes’ Wirksamkeit für Kunst und Wissenschaft reichte weit über sein amtliches Wirken hinaus. 1770 erhielt er den Charakter (Ehrenrang) als Hofrat und wurde zum Dechant des Bonifatius-Stifts in Hameln ernannt. Er entwarf den Plan zu einer Bedienten- (Staatsdiener-) Wittwen-Casse und gab damit den Anstoß zur Einrichtung der calenbergischen allgemeinen Wittwen-Casse.
Als Gegner der Literarischen Gesellschaften war Brandes der maßgebliche von 6 Initiatoren der am 20. Oktober 1799 gegründeten Großen Lesegesellschaft in Hannover.
Lange Jahre hindurch war er Mitarbeiter der Zeitschrift Bibliothek der schönen Wissenschaften und Rezensent englischer und italienischer Werke über Kunst. Er verfasste ausführliche Anzeigen über englische Kupferstiche sowie Beiträge zu Carl Heinrich von Heinekens Dictionnaire des artistes und zu den Göttingischen Gelehrten Anzeigen.

## Familie
Brandes war verheiratet mit seiner Stiefschwester Marie Friederike (1730–1807), Tochter von Conrad Wilhelm Werckmeister, braunschweig-lüneburgischer Rat, und Dorothea Schultze, die in zweiter Ehe seinen Vater Georg Friedrich Brandes geheiratet hatte. Das Paar hatte einen Sohn, den späteren Juristen Ernst Brandes (1758–1810), und drei Töchter, darunter Louise Amalie, die den Göttinger Mediziner und Zoologen Johann Friedrich Blumenbach († 1840) heiratete, und Georgine Christine Dorothea, die spätere Frau des Göttinger Philologen Christian Gottlob Heyne († 1812).

## Sammlungen

### Bibliothek

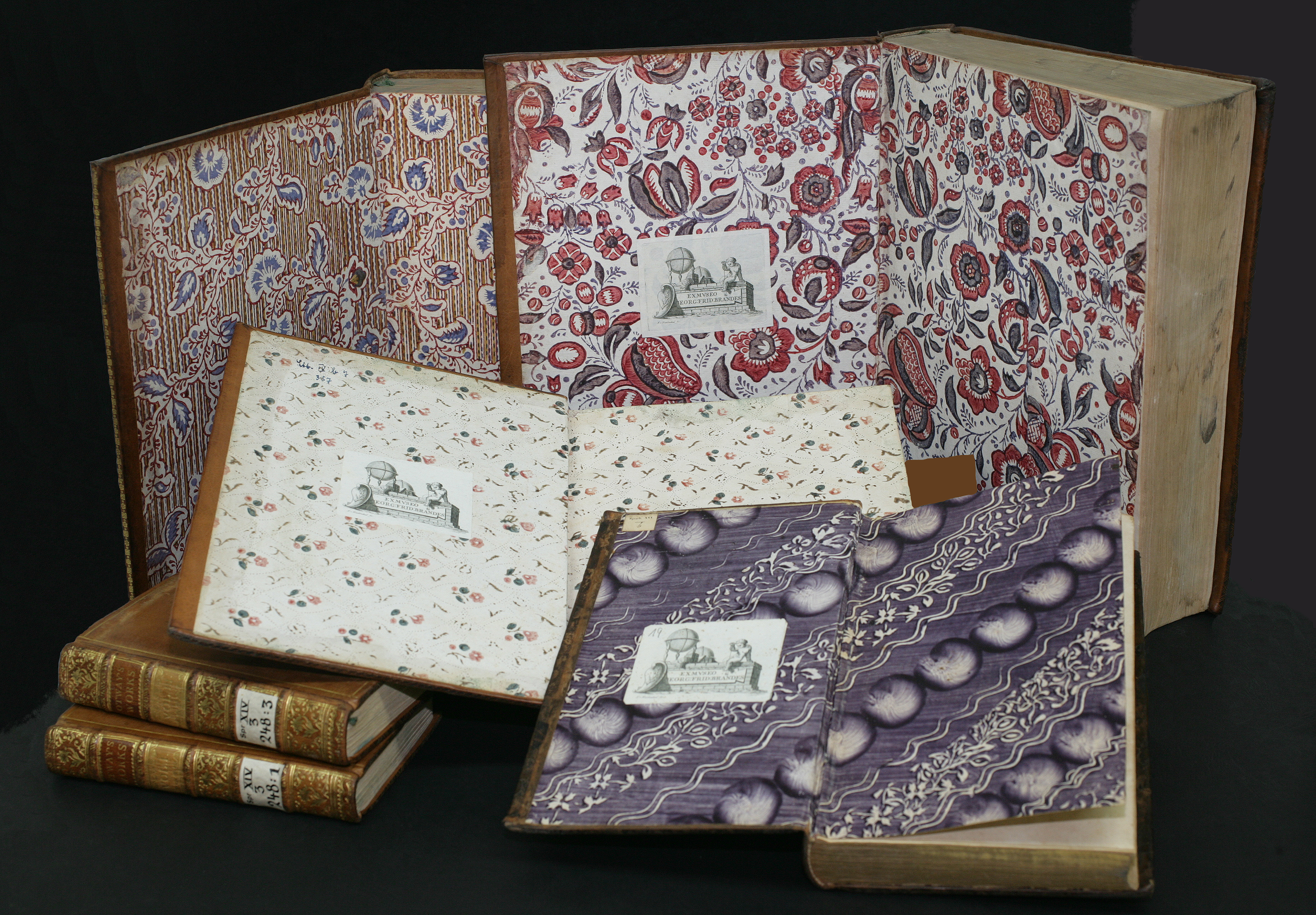
Beispielbände der Sammlung Brandes

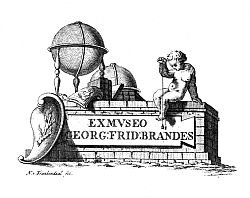
Exlibris EX MUSEO GEORG:FRID:BRANDES

Brandes Bibliothek gilt als eine der bedeutendsten deutschen Privatbibliotheken der Aufklärung. Brandes hatte diese Bibliothek im Laufe seines Lebens zusammengetragen und sich dabei von Göttinger Universitätsbibliothekaren, vor allem von Christian Gottlob Heyne, beraten lassen. Die Elemente einer gelehrten und bibliophilen Bibliothek vereinigende Sammlung umfasst alle Wissenschaftsfächer. Die 22.000 Bände haben jedoch einen klaren Schwerpunkt in der Wissenschaftsgeschichte sowie in den Geisteswissenschaften, insbesondere im Bereich der Geschichte des Altertums und der Sprach- und Literaturwissenschaft. Sie enthält auch Handschriften wie die Nachschrift einer Algebravorlesung von Abraham de Moivre, den Brandes 1742 in London hörte. Die Bibliothek weist anhand ihrer reich geschmückten Ledereinbände und Buchschnitte einen deutlich bibliophilen Charakter auf.
Herzog Peter Friedrich Ludwig von Oldenburg kaufte 1790 die etwa 22.000 Bände umfassende, enzyklopädisch angelegte Bibliothek für 24.000 Taler. Sie bildete 1792 den Grundstock der heutigen Landesbibliothek Oldenburg. Heute wird sie jedoch nicht mehr als geschlossene Sammlung aufbewahrt, sondern ist in die alte Systematik des Bestandes integriert. Sie ist aber sowohl über die typischen Einbände als auch über die zahlreichen Exlibris und handschriftlichen Namensvermerke bis heute eindeutig zu identifizieren. Seit Ende 2010 wird in der sogenannten Digitalen Sammlung Brandes der Landesbibliothek eine Auswahl von rund 200 Bänden präsentiert. Die Digitalisierung erfolgte im Rahmen eines Projektes vor Ort und stand im Zusammenhang mit einer großen Ausstellung über Brandes, die von November 2010 bis Februar 2011 in der Landesbibliothek gezeigt wurde.

### Kupferstichsammlung
Brandes besaß auch eine der bedeutendsten Kupferstichsammlungen seiner Zeit von über 42000 Blättern, darunter 15000 Gelehrten-Porträts und über 550 Blätter von Albrecht Dürer. Er selbst hatte dafür einen Katalog in vier Foliobänden nach den fünf Schulen (Italienische, Niederländische, Französische, Deutsche und Englische Malschule) entworfen, den nach seinem Tode Professor Michael Hubert (1727–1804) 1793 als Catalogue raisonné du Cabinet d’Estampes de feu Mr. Brandes in zwei Bänden herausgab. Die Kupferstichsammlung wurde in zwei Teilen am 18. April und 3. Oktober 1796 in Leipzig verkauft und gilt heute als verschollen. Die Porträtsammlung wurde für Kaiser Franz I. von Österreich (1768–1835) durch den Wiener Kommissionär Franz Xaver Stöckl ersteigert und der Porträtsammlung des Kaisers einverleibt.

## Werke
- Bemerkungen über das Londoner, Pariser und Wiener Theater. Göttingen: bey Johann Christian Dieterich 1786